# Hanni Weisse
Pour les articles homonymes, voir Weisse.
Hanni Weisse (née le 16 octobre 1892 à Chemnitz (royaume de Saxe) et morte le 13 décembre 1967 à Bad Liebenzell (République fédérale Allemande) était une actrice allemande.

## Biographie
Après avoir reçu une formation de violoncelliste, elle décrocha en 1910 des petits rôles avec un aspect choral au théâtre Thalia de Berlin. Puis, en 1912, elle devint membre du Royal Belvedere de Dresde avec lequel elle parcourut l'Allemagne et fut remarquée par Max Mack, qui lui fit signer un contrat pour la compagnie Vitascope. Elle débuta dans Whims of Fate avec Erwin Fichtner et Lotte Neumann. Son rôle le plus connu fut dans un film de Ewald André Dupont, Alkohol.
Son premier mari, Bobby E. Lüthge (de) écrivit plusieurs scénarios de films où elle figurait.
Dans les années 1930, elle revint au théâtre, et notamment au Theater am Schiffbauerdamm.
Après s'être retiré du cinéma, elle ouvrit un hôtel-restaurant près de Ústí nad Labem avant de revenir à Francfort en 1948.

## Galerie

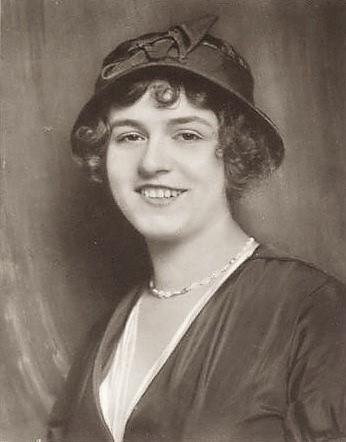
Hanni Weisse par Alexander Binder.
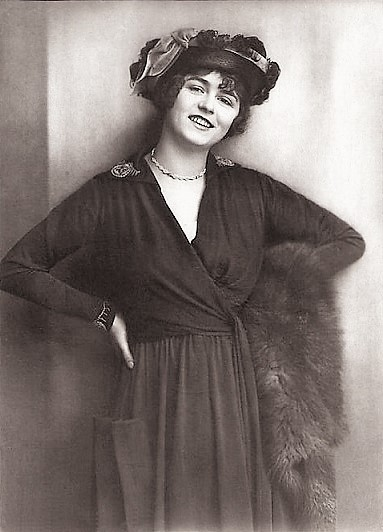
Hanni Weisse par Becker & Maass.

## Filmographie
- 1915 : Arme Marie
- 1915 : Lache, Bajazzo!
- 1919 : Alkohol
- 1919 : Anita Jo de Dimitri Buchowetzki
- 1920 : Der Graf von Cagliostro
- 1924 : Der Evangelimann de Holger-Madsen
- 1929 : Le Train sans yeux